# Medium (person)
 For alternative betydninger, se Medium. (Se også artikler, som begynder med Medium)
Et medium (latin medium, neutrum af medius = i midten) er en person, der hævder at have evner til at opnå kontakt med ånder, enten fra afdøde personer eller fra andre ikke-fysiske væsener eller riger. Mediumet fungerer som et mellemled eller en kanal mellem den fysiske verden og åndeverdenen..
Det er vigtigt at bemærke, at der er en bred vifte af meninger og overbevisninger omkring mediumskab. Nogle mennesker tror fuldt ud på mediers evner og bruger dem som en form for spirituel vejledning eller kontakt med åndeverdenen, mens andre er mere skeptiske og ser det som svindel eller som udtryk for psykologiske processer. Der er også forskellige tilgange og metoder inden for mediumskab, og nogle medier arbejder mere professionelt end andre.

## Perspektiver
Forståelsen af, hvad et medium er, kan variere afhængigt af det specifikke felt, det betragtes inden for.

### Folkereligiøs praksis
Folkereligiøse praksisser omfatter en bred vifte af traditioner, ritualer og overbevisninger, der har eksisteret i forskellige kulturer og samfund over hele verden siden oldtiden. I mange kulturer over hele verden har folkereligiøse praksis og tro inkluderet ideer om åndeverdenen og muligheden for at kommunikere med ånder. Dette kan omfatte ritualer, ceremonier eller praksis for at formidle kontakt med afdøde forfædre eller andre åndelige væsener.
Nogle folkereligiøse samfund har udviklet deres egne former for praksis, hvor medier fungerer som mellemmænd mellem den fysiske og den åndelige verden. Disse medier kan udføre séancer, hvor de inviterer ånder til at kommunikere gennem dem eller facilitere kontakt med afdøde forfædre.
I visse samfund fungerer folkemedicinere og helbredere også som medier, der formidler kontakt med åndelige væsener eller guddommelige kræfter for helbredelse og beskyttelse. Disse praktikere kan bruge ritualer, ceremonier og plantemedicin til at indgå i åndelig kommunikation og helbredelse.

### Spiritisme
Spiritisme er en tro eller en praksis, der indebærer troen på, at det er muligt at kommunikere med ånder fra den afdøde verden gennem et medium eller en mellemmand. Det er en spirituel bevægelse, der opstod i det 19. århundrede og var populær i både Europa og Amerika.
Spiritister tror på, at det er muligt at opnå kontakt med afdøde personer gennem et medium. Under séancer eller spiritistiske møder fungerer et medium som en kanal, der tillader ånder at kommunikere gennem dem. Disse ånder kan være venlige guider, forfædre eller andre afdøde personer.
Formålet med spiritisme er ofte at opnå åndelig vejledning, trøst eller forståelse fra de ånder, der kommunikerer gennem mediummet. Mange spiritister tror, at ånderne kan tilbyde råd, vejledning eller helbredelse til dem, der søger det.
Nogle former for spiritisme omfatter også troen på reinkarnation eller genfødsel, hvor sjælen genfødes i en ny krop efter døden. Dette er en central del af nogle spirituelle traditioner, der tror på sjælens evige udvikling og vækst over flere livstider.
Spiritister tror ofte på eksistensen af åndelige riger eller planer, der er adskilt fra den fysiske verden. Disse åndelige riger kan være hjemsted for afdøde sjæle og ånder, der stadig er aktive og bevidste.
Spiritisme har haft en betydelig indflydelse på udviklingen af spirituelle og okkulte bevægelser i det 19. og 20. århundrede. Selvom den stadig praktiseres af nogle i dag, er det ikke lige så udbredt som det var på sit højdepunkt i det 19. og tidlige 20. århundrede.

### Spiritualisme
Spiritualisme er en filosofi, der fokuserer på troen på, at mennesket har en åndelig natur, og at der eksisterer en åndelig verden, der kan påvirke eller interagere med den fysiske verden.
I spiritualisme fungerer et medium som en formidler eller kanal, der tillader kommunikation mellem den fysiske verden og den åndelige verden. Et medium hævder at have evner til at opnå kontakt med ånder fra den åndelige verden og formidle beskeder, informationer eller budskaber fra dem til dem, der søger kontakt eller vejledning.
Det er vigtigt at bemærke, at ikke alle spiritualistiske traditioner inkluderer brugen af medier, og ikke alle medier arbejder på samme måde. Nogle medier kan have forskellige evner eller specialiteter, såsom clairvoyance (klarsyn), clairaudience (klarhørelse) eller trancekanalisering. Det er også vigtigt at udøve sund skepsis og være opmærksom på muligheden for svindel, selvom mange medier udfører deres arbejde med integritet og ærlighed.

### Parapsykologi
Inden for parapsykologi studerer man fænomener, der ligger uden for det normale eller det konventionelle, herunder ekstrasensoriske evner og psykiske fænomener. Et medium i denne sammenhæng kan ses som en person, der hævder at have psykiske evner såsom clairvoyance, clairaudience eller telepati, og som bruger disse evner til at opfatte informationer om personer, steder eller begivenheder, der ikke er tilgængelige for de konventionelle sanser.

### Underholdningsindustrien
I underholdningsindustrien, især inden for tv, film og teater, kan begrebet "medium" referere til en person, der udfører som et karakter eller en figur, der hævder at have paranormale evner eller opnår kontakt med åndeverdenen for underholdningens skyld. Disse medier er ofte dramatiserede og bruges til at skabe spænding eller mystik i fiktionelle fortællinger.

## Medier fra Danmark
- Johanne Agerskov – medium for de budskaber, der blev til bogen Vandrer mod Lyset! i perioden 1913-18.
- Marion Dampier-Jeans - født i 1950 i Slagelse af dansk/norske forældre. Hun flyttede som 19-årig til London, hvor hun bor nu.[13] Kendt i den danske befolkning, efter at hun i 2000'erne medvirkede i tv-serien Åndernes Magt på det nystartede TV2 Zulu.

### Frank Munkø
Frank Munkø (1941-2004) var udlært gørtler. I otte år arbejdede han som rørsmed på B&W, hvor han lagde hænderne på sine kolleger ved rygproblemer og anden sygdom. I 1972 tog han springet og åbnede klinik for "magnetiske strygninger" i Hellerup. Han påstod, han havde haft kontakt med ånder, fra han var 17 år, og købte Danielkirken i København, hvor han afholdt seancer mod entré. Landskendt blev Munkø efter første udsendelse af Åndernes magt, hvor han skulle uddrive ånder af en bolig. Samtidig knækkede et glasbord med et smæld.

### Anna Melloni Rasmussen
Andre kendte danske medier er Anna Melloni Rasmussen, som blev grebet i at skrive på en "åndetavle" med fødderne – det blev filmet under bordet. Anna Rasmussen - som senere kaldte sig Anna Melloni - var syerske i Søborg og gift med en murermester, der var hendes medhjælper under seancerne. Dertil havde hun en hjælpeånd, Lazarus, som angiveligt var en egyptisk læge fra omkring 1733 f.Kr. Under seancerne bevægede stole og borde sig ved åndens kraft; man hørte mystiske lyde og bankesignaler. Dertil kom penduler i svingninger helt af sig selv. Men i krigens sidste tid foretog nogle videnskabsfolk med interesse for parapsykologi en test af fru Rasmussen, som hun ikke kom heldigt fra. Aviserne fik fat i historien om hendes svindelnummer; men først i april 1950 kom den store afsløring, da chefen for Rigshospitalets børneafdeling, professor Preben Plum, inviterede ægteparret til at afholde en seance i hans hjem, hvor også folk fra radioen ville være til stede. På forhånd fik professor Plum slået hul i muren, så man udefra kunne filme alt, hvad der foregik under stuebordet, hvor fru Rasmussen sad. Skandalen var enorm, og Liva Weel og Ib Schønberg sang: Det var mig og Melloni og Lazarus.

### Einer Nielsen
Einer Nielsen var hovedattraktionen under den første internationale konference for psykisk forskning i København i 1921; men han blev i 1922 afsløret som svindler. Under Nielsens seancer var der ud af hans krop strømmet "ektoplasma", hvori ånderne kunne materialisere sig. En dansk videnskabelig komité var overbevist om hans evner. Nielsen havde tilmed fået den afholdte dronning Astrid af Belgien til at materialisere sig ved en seance, så der blev taget billede af hendes ånd. Nielsen rejste så til Norge, hvor videnskabsmænd syede ham ind i en hvid dragt, hvori der var klippet huller til øjne og mund; derefter bandt de hans arme og ben til en stol. Man havde nemlig fattet mistanke om, at han skjulte "plasmaet" i sin endetarm. I løbet af seancen lykkedes det Nielsen at få en hånd listet fri, og "ektoplasmaet" ført op til munden; men det brune spor på den hvide dragt afslørede ham. Skandalen havnede på alle avisforsider. Det var et hårdt slag for den komité, han i sin tid havde overbevist, og folk mistede i stor grad interessen for spiritisme, der ellers havde været noget af en modesag.
Den norske komité, der senere afslørede ham, bestod blandt andet af psykiateren Johan Scharffenberg , der gav Nielsen diagnosen psykopat. Blandt de aktive medlemmer i Norsk selskap for psykisk forskning der havde inviteret Nielsen, talte man professor i socialøkonomi Oskar Jæger, professor i teologi Christian Ihlen, som kaldte ektoplasma et "vidunderligt fænomen", docent i radiokemi Ellen Gleditsch  og docent i fysik Thorstein Wereide.

### Emil Knudsen
Emil Knudsen (1872-1956) var født i Steinkjer og uddannet snedker. I 1902 flyttede han til Trondheim, hvor han prøvede at skabe sig et levebrød af sine synske evner og blev en sensation med sin tankelæsning og synskhed. Landskendt blev han, da han i 1904 afslørede tyven Elias Tønnesen i Stavanger. I 1909 kom han til København, hvor han opholdt sig i flere år og imponerede med sin evne til, med bind for øjnene, at styre en båd gennem et meget krævende farvand. Juryen kaldte ham bagefter Europas fineste og bedst følende tankelæser. Knudsen besøgte også Sverige, men slog sig efterhånden til ro i Trondheim, hvor han omgikkes byens kunstnere og drev en kafé. I februar 1937 kom han til Oslo for at hjælpe politiet med eftersøgningen af den seksårige Mary Olsen. "Den norske Nostradamus", som han blev kaldt, vandrede de steder, hvor Mary kunne have været den dag, hun forsvandt. Sammenkrøbet på hotelsengen demonstrerede Knudsen, at han følte, at pigen lå i en sæk under vand. Men først i slutningen af maj blev hun fundet, da hun og sækken, hun lå gemt i, flød op i havnen nærved hendes hjem. Her havde politiet også søgt, før Knudsen foreslog det.

### Anna Elisabeth Westerlund
Født 4. oktober 1907 - død 12. september 1995 i Oslo. Westerlund var et meget profileret medium i Norge. Hun voksede op på Husøya i Hamarøy, hvor hendes far, en fiskerbonde, gik konkurs i de hårde 1920'ere. Familien flyttede til Narvik, hvor Westerlund uddannede sig til syerske. Fra 1936 var hun ansat som kontrollør i Statens kornforretning i Oslo, hvor hun også tog studentereksamen; men krigen kom i vejen for hendes plan om at studere psykologi. For at skaffe penge til kræftpatienter begyndte hun at optræde som spåkone. Hun var selv overbevist om sine synske evner. 
Westerlund bad kun om at få rejse- og opholdsudgifter dækket, når hun hjalp politiet med eftersøgninger. 30. marts 1980 forsvandt to unge mænd i bil i Ullensvang. Westerlund kom i september og sagde, at hun så et hvidt spir på et næs; lige ved næsset lå de savnede på hylde på 25 meters dyb. Ud fra en "køkkenfølelse" mente hun, der lå et komfur eller køleskab lige ved. Lensmandsbetjenten kom i tanker om et hvidt fyrtårn på et næs udenfor Tyssedal. Derhen kørte de. Westerlund pegede ned i Sørfjorden: "Der ligger de." Og på en hylde lå de to druknede, stadig fastspændt i bilen. Ved siden af bilen lå et køleskab. Professor og retsmediciner Inge Morild ville teste Westerlund og rakte hende et glas med en mikroskopisk vævsprøve. Hun lukkede øjene og fortalte, at hun så en ung pige på en græsmark og meget blod. Prøven stammede fra en ung pige, der blev dræbt af en sten mod hovedet på en græsmark. Westerlund svarede også på spørgsmål i en fast spalte i det norske ugeblad Allers. Da en fortvivlet mor spurgte, havd hun skulle gøre ved sin tolvårige søn, der stjal og havde dårlige kammerater, anbefalede Westerlund hende at sende sønnen væk: "Hans fremtid er mørk...De skal få kraft...til at afskrive ham." Spalten modtog hver uge sække fyldt af breve med spørgsmål fra læserne, og Westerlunds svar - fra profetier til råd om alt fra behandling af sygdom til råd om opførsel og antræk - blev så kontroversielle, at journalisten Arne Skouen i Dagbladet forlangte, at "dette rådne æg fjernes fra offentlig skrift". Spalten blev til sidst nedlagt efter gentagne advarsler fra sundhedsmyndighederne. Westerlund selv tog det meget tungt, at hun af mange blev stemplet som kvaksalver. Hun brød med sine søskende, fordi de ikke fæstede lid til hendes synskhed. Bruddet gik hende meget på. 
I marts 1997 blev Allers dømt af Oslo byret i en injuriesag i forbindelse med en af Westerlunds spådomme for året 1995, trykt i Allers i januar 1995, hvor Westerlund påstod at have "set", at rigsrevisor Eivind Eckbo blive arresteret for økonomisk svindel. Han blev på ingen måde indblandet i svindel og blev tilkendt kr 30.000; og Allers måtte ud med endnu mere i sagsomkostninger. Det regnes som første gang, en norsk domstol blev sat til at bedømme en spåkones evner. 
Westerlund testamenterede sin hjerne til UiB til undersøgelse.  Professor Morild fandt intet usædvanligt og ville langt hellere have undersøgt hende, mens hun var i live.  Fotograf Tom Egil Jensen i VG beretter, at Westerlund lovede at sende ham "et tegn" efter sin død. Han tog billeder ved hendes begravelse. Han hævder, hans kamera gik af, selv om han ikke rørte ved det. På det ene foto blæser lysene over kisten hver sin vej under Bente Alvers mindetale, selv om der ikke var træk i kirken. 

### Johan Fløttum
Johan Fløttum (1893-1923) var fra Singsås i Gauldalen. Som barn opdagede han under skjul, at han "så", hvor de andre gemte sig. Han blev både skræmt og nysgerrig, men talte om det; og allerede i 13-14-årsalderen fik han henvendelser også fra udlandet om hjælp til at finde forsvunde sager. Ofte lykkedes det ham, og ude i Europa kendte mange navnet Johan Fløttum. På hans fjortenårsdag 6. juni 1907 forsvandt den seksårige Gudrun Klausen sporløst i Kristiania. Da politiet havde ledt forgæves efter hende i halvanden måned, mente stadig flere, at man måtte henvende sig til den synske dreng på Singsås. Aviser som Aftenposten sendte sin stjernereporter – fra Ørebladet var det Sven Elvestad – af sted. Da det blev meldt, at Johan Fløttum var på vej til hovedstaden, stod der 3.000 på perronen og ventede på ham. Journalisten havde imidlertid fået ham af toget på Bryn Station, og sammen gik de til fods over Ekeberg. I Kristiania boede han på hemmelig adresse. Fulgt af en læge og to andre gik "Fløttum-gutten" fem dage senere til Ruseløkkveien, hvor Gudrun sidst havde leget. Fløttum prøvede at følge hendes spor derfra, og bad lægen om at holde ham om håndleddet. Han gelejdede så lægen til Filipstadhavnen og standsede først ved kajens kant: "Nu kommer jeg ikke længere." Nogle dage senere tog han toget hjem til Gauldal, men oplyste, at han havde set en taterlignende mand trække af sted med den forsvundne pige. Over hele landet fik taterfamilier med små piger stillet nærgående spørgsmål. I begyndelsen af september forlød det, at Gudrun var set i følge med en taterfamilie på vej til Flå. Der forsvandt de ind i skoven, da folk i dalen blev nærgående. Johan Fløttum blev spurgt, om den lyshårede pige i taternes følge var Gudrun Klausen. Det bekræftede han straks. Flere hundrede beboere i Flå samlede sig næste dag for at finde Gudruns bortførere. "Den store taterjagt" i 1907 blev anført af Johan Fløttum, som blev hentet til Flå og indkvarteret på en gård. Hans korte rapporter blev nedtegnet og sendt til ledemandskabet. Gradvis blev jagten koncentreret om en bjerghule, hvor Fløttum påstod, at taterne havde skjult sig. Men hulen viste sig at være tom. 40 mand borede i bjerget, og fra hele Norge kom der penge til Flå for at finansiere "taterjagten". Først efter flere uger blev mineringsarbejdet opgivet. Ingen tatere skjulte sig i bjerget. Fire måneder senere blev den døde Gudrun Klausen fundet i en skakt i kloakken få meter fra sit hjem i Kristiania; men hulen i Flå blev heddende "Gudrunhulen", og til minde om "taterjagten" arrangeres fra 1977 årligt "Gudrunhuletrimmen" i Flå med tur op til hulen.

## Film som omhandler clairvoyance
- Knowing